# Matti Kuosmanen
Matti Elias Kuosmanen  (2 de septiembre de 1995) es un deportista finlandés que compite en lucha grecorromana. Ganó dos medallas de bronce en el Campeonato Europeo de Lucha, en los años 2018 y 2019, ambas en la categoría de 97 kg.

## Palmarés internacional
| Campeonato Europeo | Campeonato Europeo | Campeonato Europeo | Campeonato Europeo |
| Año                | Lugar              | Medalla            | Categoría          |
| ------------------ | ------------------ | ------------------ | ------------------ |
| 2018               | Kaspisk (Rusia)    | Medalla de bronce  | 97 kg              |
| 2019               | Bucarest (Rumania) | Medalla de bronce  | 97 kg              |